# Stenoxyphus
Stenoxyphus is een geslacht van rechtvleugeligen uit de familie Pyrgomorphidae. De wetenschappelijke naam van dit geslacht is voor het eerst geldig gepubliceerd in 1853 door Blanchard.

## Soorten
Het geslacht Stenoxyphus omvat de volgende soorten:
- Stenoxyphus aurantiacus Karsch, 1896
- Stenoxyphus expansus Kevan, 1963
- Stenoxyphus variegatus Blanchard, 1853